# Дорожный (Якутия)
Доро́жный (якут. Дорожнай) — село в Ленском улусе Якутии России. Входит в состав Мурбайского наслега.

## География
Село находится в западной части Якутии, в пределах Приленского плато, у озера Сис-Кюель, на расстоянии 96 км от города Ленск, административного центра района.
Климат
Климат характеризуется как резко континентальный, с морозной зимой и относительно жарким летом. Средняя температура воздуха самого тёплого месяца (июля) составляет 22 °C; самого холодного (января) — −32 °C. Основное количество атмосферных осадков (75-80 % от годовой суммы) выпадает в период с апреля по октябрь. Снежный покров держится в течение 200—210 дней в году.

## История
Село основано в 1960 году.
Согласно Закону Республики Саха (Якутия) от 30 ноября 2004 года N 173-З N 353-III село вошло в образованное муниципальное образование Мурбайский наслег.

## Население
| 2002 | 2010 | 2021 |
| ---- | ---- | ---- |
| 175  | ↘160 | ↘125 |

Национальный состав
Согласно результатам переписи 2002 года, в национальной структуре населения якуты составляли 79 % из 175 чел.

## Улицы
| - ул. Лесная, - ул. Озёрная, | - ул. Полярная, - ул. Школьная. |

## Инфраструктура
В селе функционируют дом культуры, неполная средняя общеобразовательная и музыкальная школы, учреждения здравоохранения и торговли.

## Транспорт
Стоит на автодороге регионального значения 98К-015 «Мухтуя».